# Церква святих новомучеників і блаженних українського народу (Чортків)
Церква святих новомучеників і блаженних українського народу — парафія і храм греко-католицької громади Бучацької єпархії УГКЦ у Чорткові Тернопільської області.

## Історія
Парафію утворено 23 серпня 2013 року, і наразі триває будівництво нового храму. Богослужіння тимчасово проводяться в каплиці, яку в серпні 2008 року освятив апостольський адміністратор Бучацької єпархії Димитрій Григорак.
У храмі зберігаються мощі блаженної Йосафати Гордашевської.
При парафії діють:
- Братство «Апостольство молитви».
- Вівтарна дружина.

## Парохи
- о. Віктор Двикалюк (до 2006)
- о. Олег Ольховецький (з 2006) — адміністратор.